# Francisco Nevárez
Francisco Javier Nevárez Pulgarín (Ciudad Juárez, 3 dicembre 2000) è un calciatore messicano, difensore del Juárez.

## Carriera
Cresciuto nel settore giovanile del Juárez, debutta in prima squadra il 24 gennaio 2018, in occasione dell'incontro di Copa MX perso per 3-0 contro il Pumas UNAM.

## Statistiche

### Presenze e reti nei club
Statistiche aggiornate al 5 marzo 2023.
| Stagione        | Squadra         | Campionato      | Campionato | Campionato | Coppe nazionali | Coppe nazionali | Coppe nazionali | Coppe continentali | Coppe continentali | Coppe continentali | Altre coppe | Altre coppe | Altre coppe | Totale | Totale |
| Stagione        | Squadra         | Comp            | Pres       | Reti       | Comp            | Pres            | Reti            | Comp               | Pres               | Reti               | Comp        | Pres        | Reti        | Pres   | Reti   |
| --------------- | --------------- | --------------- | ---------- | ---------- | --------------- | --------------- | --------------- | ------------------ | ------------------ | ------------------ | ----------- | ----------- | ----------- | ------ | ------ |
| 2017-2018       | Juárez          | AM              | -          | -          | CM              | 1               | 0               |                    | -                  | -                  |             | -           | -           | 1      | 0      |
| 2018-2019       | Juárez          | AM              | 6          | 0          | CM              | 13              | 0               |                    | -                  | -                  |             | -           | -           | 19     | 0      |
| 2019-2020       | Juárez          | LM              | 1          | 0          | CM              | 10              | 0               |                    | -                  | -                  |             | -           | -           | 11     | 0      |
| 2020-2021       | Juárez          | LM              | 6          | 0          |                 | -               | -               |                    | -                  | -                  |             | -           | -           | 6      | 0      |
| 2021-2022       | Juárez          | LM              | 2          | 0          |                 | -               | -               |                    | -                  | -                  |             | -           | -           | 2      | 0      |
| 2022-2023       | Juárez          | LM              | 17         | 0          |                 | -               | -               |                    | -                  | -                  |             | -           | -           | 17     | 0      |
| Totale Juárez   | Totale Juárez   | Totale Juárez   | 32         | 0          |                 | 24              | 0               |                    | -                  | -                  |             | -           | -           | 56     | 0      |
| Totale carriera | Totale carriera | Totale carriera | 32         | 0          |                 | 24              | 0               |                    | -                  | -                  |             | -           | -           | 56     | 0      |